# شهاب الدين القرافي
شهاب الدين القرافي هو شهاب الدين أبو العباس أحمد بن أبي العلاء إدريس بن عبد الرحمن بن عبد الله بن يلين الصنهاجي المصري، ولد سنة 626 للهجرة. المتوفى سنة 684 للهجرة، كان ملما بعلوم شتى كالفقه والأصول واللغة والأدب وعلم المناظرة والطبيعيات وله معرفة بالتفسير. وكان يحث على الاستزادة من العلوم بقوله: «ينبغي لذوي الهمم العلية أن لا يتركوا الاطلاع على العلوم ما أمكنهم».

## شيوخه
1. أبو عمرو عثمان بن عمر بن أبي بكر بن يونس الدويني المعروف بابن الحاجب (ت 646 هـ).
2. شمس الدين الخسروشاهي.
3. عبد العظيم بن عبد العظيم بن عبد القوي زكي الدين المنذري.
4. عز الدين بن عبد السلام بن أبي القاسم السلمي.(ت660 هـ).
5. أبو بكر شمس الدين محمد بن إبراهيم بن عبد الواحد المقدسي.
6. أبو محمد بن عمران بن موسى المشهور بالشريف الكركي.(ت 689 هـ).
7. ابن أبي الفضل المريسي.
8. الخونجي.

## تلامذته
1. أبو القاسم عبد الرحمان بن أبي محمد عبد الوهاب. أخذ عن القرافي علم أصول الفقه وحرر لأجله كتاب التعليقات على المنتخب.
2. أبو عبد الله محمد بن إبراهيم البقوري –له كتاب ترتيب الفروق واختصارها.
3. أبو حفص عمربن أبي اليمن علي بن سالم بن صدقة اللخمي.
4. أبو عبد الله محمد بن راشد البكري القفصي.
5. إبراهيم المطماطي أبوإسحاق إبراهيم بن يخلف بن عبد السلام التنسي.

## أقوال العلماء فيه
قد شهد له العلماء بالإمامة والعلم وأثنوا عليه بما هو أهله، فقال عنه تلميذه ابن راشد: كان معتكفا على التعليم على الدوام صيفا وخريفا وربيعا وشتاءً.
وقال عنه الذهبي: كان إماما في أصول الفقه وأصول الدين عالما بمذهب مالك، وعالما بالتفسيرو مشاركا في علوم أخرى، وله المصنفات الكثيرة والمفيدة.
وقال عنه محمد مخلوف: كان القرافي مؤلفا متقنًا وشيخا للشيوخ، وهو عمدة أهل التحقيق والرسوخ، ومصنفاته شاهدة له بالبراعة والفضل، ألف التآليف البديعة البارعة.
وكان منصفا يتبع الحق حيثما وجد وإن كان مخالفا لمذهبه.
توفي في آخر جمادي الآخرة ودفن يوم الإثنين مستهل رجب سنة 684 هـ. ولفقده لسان الحال يقول:
حلف الزمان ليأتين بمثله حنثت يمينك يا زمان فكفرا.

## مؤلفاته

### فيأصول الدين
1. كتاب الإنقاذ في الاعتقاد.
2. شرح الأربعين في أصول الدين.
3. أدلة الوحدانية في الرد على النصرانية
4. الأجوبة الفاخرة في الرد على الأسئلة الفاجرة
5. الاستبصار فيما يدرك بالأبصار.

### فيأصول الفقه
1. نفائس الأصول في شرح المحصول.
2. تنقيح الفصول في اختصار المحصول.
3. شرح التنقيح.
4. العقد المنظوم في الخصوص والعموم.
5. أنوار البروق في أنواء الفروق.
6. الإحكام في تمييز الفتاوى عن الأحكام وتصرفات القاضي والإمام.

### فيالفقه
1. الذخيرة.
2. الأمنية في إدراك النية.
3. اليواقيت في علم المواقيت.
4. شرح التهذيب.
5. البيان فيما أشكل من التعاليق والأيمان.
6. المعين على التلقين.
7. شرح الجلاب.
8. المنجيات والموبقات.
9. البارز للكفاح في الميدان.
10. الاحتمالات المرجوحة.
11. الرائض في الفرائض.

### كتبه في اللغة والأدب
1. الاستغناء في أحكام الاستثناء.
2. الأسئلة الواردة على خطب ابن نباتة.